# Wiesław Kamiński (prawnik)
Wiesław Kamiński (ur. 13 września 1929 w Lublinie, zm. 6 sierpnia 2018 tamże) – polski prawnik, adwokat i działacz społeczny, w latach 1993–2001 sędzia Trybunału Stanu.

## Życiorys
Pochodził z Kraśnika. Syn Bolesława (zm. 1968), adwokata i weterana wojny 1920 roku oraz Marii. Wychowanek księdza Władysława Tchórzewskiego, był harcmistrzem ZHP. Podczas II wojny światowej walczył w Armii Krajowej w stopniu kapitana. Ukończył studia prawnicze, następnie praktykował jako adwokat (był m.in. wieloletnim kierownikiem Zespołu Adwokackiego nr 1 w Kraśniku). Angażował się w inicjatywy lokalne (m.in. w działalność klubu LKS Tęcza Kraśnik) i kierował komitetem budowy pomnika Józefa Piłsudskiego, postawionego w 1992. Działał w Komitecie Obywatelskim „Solidarność”, przez jedną kadencję zasiadał w lokalnym samorządzie, pełniąc funkcję przewodniczącego.
W 1993 i 1997 wybierany na sędziego Trybunału Stanu. Funkcję sprawował do końca kadencji w 2001. Zmarł w wieku 88 lat.
Jego synem jest adwokat i polityk Krzysztof Kamiński.